# Ряднова, Ирина Михайловна
Ири́на Миха́йловна Ря́днова (1906, Одесса, Херсонская губерния — 25 сентября 1978) — советский плодовод. Доктор сельскохозяйственных наук (1960), профессор (1962). Автор и соавтор многих сортов плодовых культур.

## Биография
Ирина Ряднова родилась в 1906 году в Одессе. Отец — известный врач Михаил Михайлович Дитерихс, впоследствии — профессор, доктор медицинских наук. Мать — сестра известного учёного-плодовода Льва Платновоича Симиренко, умерла в 1918 году.
В 1921 году окончила Ялтинский техникум, затем поступила на биологическое отделение физико-математического факультета Крымского университета и после его окончания в 1925 году направилась стажёром в Никитский ботанический сад. Спустя несколько месяцев Ирина Ряднова поступила на Млеевскую садово-огородную опытную станцию, где работала ассистентом в отделе плодовых культур в течение двух лет.
В 1920-е годы на станции работал ряд выдающихся учёных, внёсших значительный вклад в естественные науки. Помимо известного помолога В. Л. Симиренко здесь трудились известный физиолог и плодовод Лев Михайлович Ро, а также известный ботаник Евгений Владимирович Вульф. Эти учёные и в целом творческая атмосфера на работе способствовали становлению Ирины Михайловны как «всесторонне образованного и подготовленного исследователя» в избранной ею отрасли науки — плодоводстве.
В 1927 году Ирина Михайловна Ряднова переехала в Краснодар и приступила к работе в Кубанском СХИ (КубСХИ; ныне Кубанский государственный аграрный университет) на должности лаборанта кафедры частного, а затем общего плодоводства, одновременно учась на заочном отделении института до 1933 года. В 1935—1943 годах являлась доцентом кафедры. В 1938 году Ирина Ряднова стала кандидатом сельскохозяйственных наук.
В 1930-е годы кафедрой плодоводства руководили выдающиеся учёные-плодоводы — профессора Пётр Генрихович Шитт, Венедикт Андреевич Колесников, под руководством которых Ирина Ряднова стала крупным учёным, широко разбирающимся в плодоводстве и биологии растений.
В годы немецкой оккупации Краснодара работала агрономом в учебном хозяйстве института виноделия и виноградарства (иное название КубСХИ). С 1943 по 1946 год являлась старшим агрономплодоводом Краснодарского управления сельского хозяйства и по совместительству старшим инженером Краевой конторы Агролессема. В 1946—1948 годах работала старшим научным работником Краснодарской плодово-виноградной опытной станции МСХ РСФСФ. За работу по послевоенному восстановлению и развитию садоводства Краснодарского края была награждена Значком отличника сельского хозяйства.
С 1948 по 1956 год заведовала отделом плодоводства Плодоовощной опытной станции ВНИИКОП (ныне Крымская ОСС ВИР). Эти годы считаются самыми плодотворными в научной деятельности И. М. Рядновой. Здесь её идеи нашли применение при изучении и повышении зимостойкости косточковых культур, было проведено исследование по созданию сортимента и разработке приёмов агротехники косточковых культур, прежде всего персика, а также было проведено изучение местных сортов вишни, абрикосов, слив, решён ряд других проблем, с которыми столкнулись садоводы на Кубани.
В 1956—1958 годах — специалист Управления консервной промышленности Краснодарского края. В 1958—1962 годах Ирина Ряднова — заведующая отделом ягодных культур Северо-Кавказского зонального научноисследовательского института садоводства и виноградарства. В 1960 году ею была успешно защищена диссертация на соискание учёной степени доктора биологических наук на тему «Зимостойкость косточковых пород в условиях Краснодарского края».
В период с 1962 по 1978 год И. М. Ряднова заведовала кафедрой основ сельского хозяйства и генетики Краснодарского государственного педагогического института им. 15-летия ВЛКСМ (ныне Кубанский государственный университет).
Скончалась 25 сентября 1978 года.

## Научная деятельность
Круг научных интересов: исследования по биологии, агротехнике, сортоведению и селекции плодовых и ягодных культур; проблемы зимостойкости плодовых культур, включая косточковых.
И. М. Ряднова — инициатор селекционной работы с косточковыми культурами в Крымской ОСС. Ею выведены сорта персика Ранний Кубани, Стойкий, Память Симиренко, Радужный-86; сорт нектарина Краснодарец; сорта айвы Янтарная Краснодарская и Кубанская; черешни — Утренняя звезда; семенные подвои персика Тихорецкий 4 и Памирский 5; клоновый подвой Кубань 86 и других, возделываемых на Северном Кавказе. Эта работа позволила сотрудникам Крымского ОСС вывести в дальнейшем более 150 сортов плодовых и ягодных культур, из которых 50 районированы; Ирина Михайловна принимала участие в селектировании многих из них.
Ириной Рядновой были проведены значительные работы по изучению периода органического покоя в связи с зимостойкостью плодовых растений, был разработан ряд агроприёмов, которые способствовали повышению устойчивости деревьев к низким температурам и солнечным ожогам. Например, для повышения зимостойкости лидирующего на Кубани сорта яблони были предложены скелетообразующие сорта яблони Ренет Симиренко, летняя обрезка абрикоса, формирование кустовидной кроны у персика и ряд других.
Ирина Михайловна большое внимание уделяла сбору и изучению генофонда плодовых и, прежде всего, косточковых культур, активно проводя интродукцию лучших мировых сортов, собирала местные сорта айвы, черешни, абрикосов, персиков. Она первой ввела в кубанские сады нектарин, разработала технологию выращивания персика и отобрала лучшие подвои и сорта этой культуры для использования в производстве. Из проведённых под её руководством исследований по агротехнике плодовых культур особо выделяется подбор озимых сидератов для посева в междурядьях сада и рекомендации по глубокому рыхлению почвы в саду.
Активно занималась общественной работой. Являлась организатором и первым руководителем (председателем) Краснодарского краевого отделения Всесоюзного общества генетиков и селекционеров им. Н. И. Вавилова. Принимала участие в Краснодарском краевом комитете защиты мира.
Основная научная работа:
- И. М. Ряднова. Зимостойкость плодовых деревьев на юге СССР / И. М. Ряднова, Г. В. Ерёмин. — Москва : Колос, 1964. — 207 с.

Её ученики стали известными специалистами и заслуженными учёными. Среди них профессора: Н. И. Щеглов (КГУ), А. В. Исачкин (ТСХА); кандидаты наук: Э. Г. Рассветаева, Е .К. Киртбая, Т. С. Василенко, а также Г. В. Ерёмин.

## Личная жизнь
- Муж — Савва Маркианович Ряднов. Профессор, работал заведующим хирургической кафедрой Краснодарского медицинского института.
- Дочь — Татьяна Саввична Ряднова. Кандидат наук, работала заведующей кафедрой иностранных языков Кубанского сельскохозяйственного института (КубГАУ)[8].

Помимо родного русского, в совершенстве владела немецким, французским и английским языками. Это давало ей «возможность общаться с рядом крупных зарубежных учёных-плодоводов и быть постоянно в курсе новейших достижений мировой науки и практики».

## Память
В городе Крымске в честь И. М. Рядновой названа одна из улиц.

## Награды
- Медаль «За доблестный труд в Великой Отечественной войне 1941—1945 гг.»[5];
- Орден «Знак Почёта» — за многолетнюю добросовестную работу в науке и активное участие в общественной деятельности[8];
- другие медали.